# Cryptotriton nasalis
Espèce
Synonymes
- Oedipus nasalis Dunn, 1924
- Nototriton wakei Campbell & Smith, 1998
- Cryptotriton wakei (Campbell & Smith, 1998)

Statut de conservation UICN

 EN B1ab(iii) : En danger
Cryptotriton nasalis est une espèce d'urodèles de la famille des Plethodontidae.

## Répartition
Cette espèce se rencontre :
- au Guatemala dans le département d'Izabal dans la Sierra de Caral ;
- au Honduras dans le département de Cortés entre 1 220 et 2 200 m d'altitude dans la Sierra de Omoa.

## Description
Le mâle holotype mesure 46 mm de longueur totale dont 21 mm de longueur standard et 25 mm de queue.

## Taxinomie
Cryptotriton wakei a été placé en synonymie avec Cryptotriton nasalis par McCranie et Rovito en 2014.

## Publication originale
- Dunn, 1924 : New salamanders of the genus Oedipus with a synoptical key. Field Museum of Natural History Publication, Zoological Series, vol. 12, no 7, p. 95-100 (texte intégral).